# Штелвіу
Штелвіу (порт. Stélvio Rosa da Cruz, нар. 24 січня 1989, Луанда) — португальський та ангольський футболіст, півзахисник люксембурзького «Ф91 Дюделанж».
Виступав, зокрема, за клуб «Брага», а також національну збірну Анголи.

## Клубна кар'єра
Народився 24 січня 1989 року в місті Луанда. Вихованець футбольної школи клубу «Брага». Дорослу футбольну кар'єру розпочав 2007 року в основній команді того ж клубу, в якій провів два сезони, взявши участь у 19 матчах чемпіонату. 
Згодом з 2009 по 2011 рік грав на умовах оренди у складі команд «Уніан Лейрія», «Примейру де Агошту» і «Рекреатіву ду Ліболу». 2011 перейшов до «Рекреатіву да Каала», а за рік став гравцем кіпрського «Алкі».
До складу люксембурзького «Ф91 Дюделанж» приєднався 2013 року. Станом на 10 грудня 2018 року відіграв за клуб з Дюделанжа 92 матчі в національному чемпіонаті.

## Виступи за збірні
Протягом 2007–2009 років залучався до складу молодіжної збірної Португалії. На молодіжному рівні зіграв у 12 офіційних матчах.
У 2009 році дебютував в офіційних матчах у складі національної збірної Анголи.
У складі збірної був учасником Кубка африканських націй 2010 року в Анголі.

## Титули та досягнення
- Чемпіон Люксембургу (5):

«Ф91 Дюделанж»: 2014, 2016, 2017, 2018, 2019
- Володар Кубка Люксембургу (3):

«Ф91 Дюделанж»: 2016, 2017, 2019